# Easy2connect

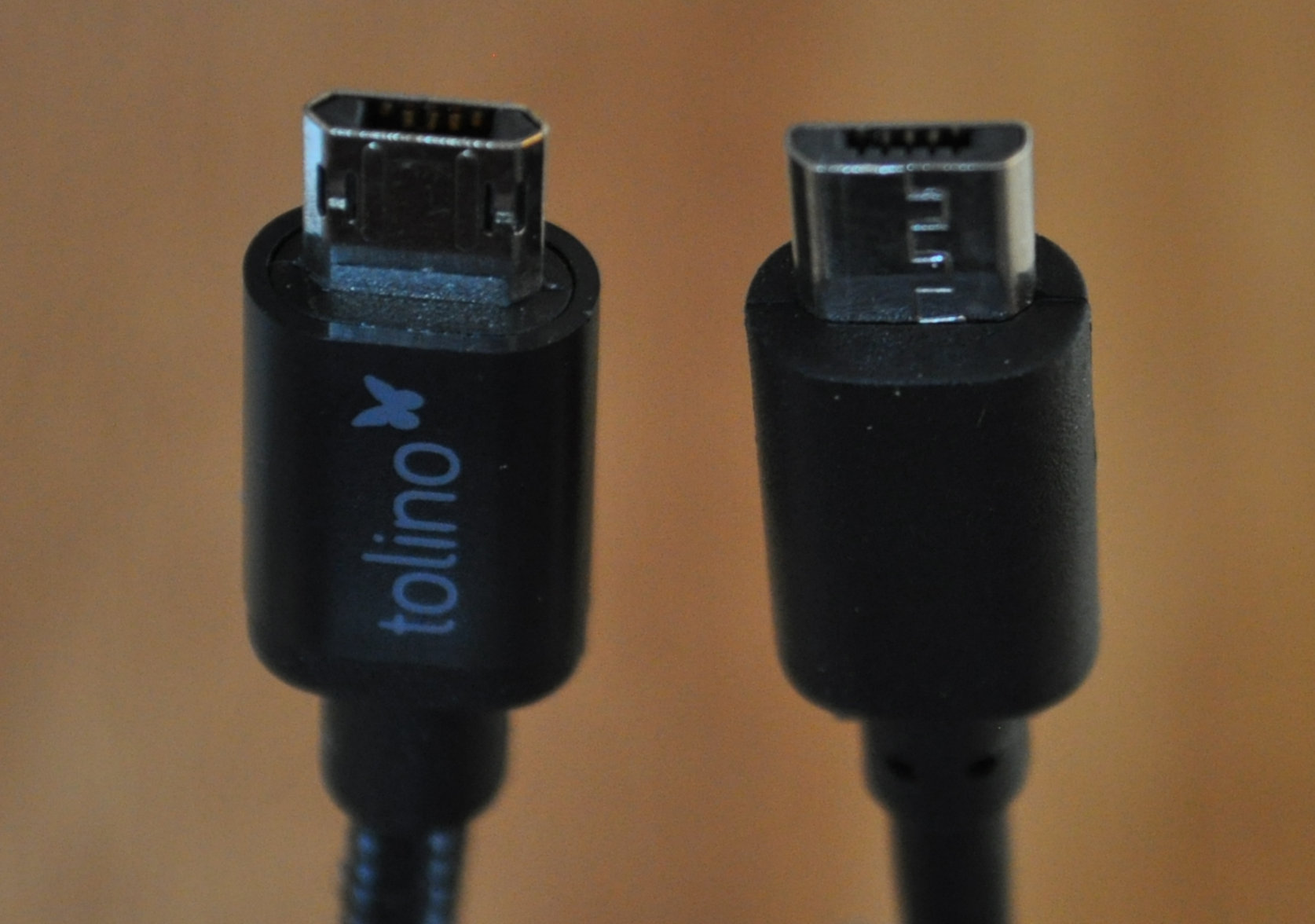

Easy2connect ist ein mit Micro-USB kompatibler Stecker, der beidseitig ins Gerät eingesteckt werden kann.
Kabel mit easy2connect-Steckern liegen E-Book-Readern von Tolino bei.